# (37826) 1998 BS24
(37826) 1998 BS24 est un astéroïde de la ceinture principale d'astéroïdes découvert en 1998.

## Description
(37826) 1998 BS24 a été découvert le 28 janvier 1998 à l'observatoire astronomique d'Ōizumi, situé à Ōizumi, dans la préfecture de Gunma, au Japon, par Takao Kobayashi.

### Caractéristiques orbitales
L'orbite de cet astéroïde est caractérisée par un demi-grand axe de 2,36 ua, un périhélie de 1,99 ua, une excentricité de 0,16 et une inclinaison de 3,41° par rapport à l'écliptique. Du fait de ces caractéristiques, à savoir un demi-grand axe compris entre 2 et 3,2 ua et un périhélie supérieur à 1,666 ua, il est classé, selon la JPL Small-Body Database, comme objet de la ceinture principale d'astéroïdes.

### Caractéristiques physiques
(37826) 1998 BS24 a une magnitude absolue (H) de 15,4 et un albédo estimé à 0,253.